# Polizeiruf 110: Silikon Walli
Silikon Walli ist ein Fernsehfilm von Wolfgang Limmer aus der Krimireihe Polizeiruf 110. Der für den Bayerischen Rundfunk produzierte Film wurde am 26. Mai 2002 erstgesendet. Es ist die 239. Polizeiruffolge und der 7. Fall für Jürgen Tauber. Für Jo Obermaier ist es der 4. Fall, den sie zusammen mit Tauber ermittelt.

## Handlung
Ein Telefonanruf lotst den Boulevardreporter Harry Hauck frühmorgens zum Dianatempel im Münchner Hofgarten. Dort liegt eine Leiche – das stadtbekannte Busenwunder Lotte „Lo“ König. Jürgen Tauber und Jo Obermaier ermitteln und finden schnell heraus, dass Hauck telefonisch einen Tipp bekommen hatte. Dieser stammt vom Manager des Opfers, Alfred „Fred“ Fink, der die Firma GT-Event betreibt. Zu dessen Klientinnen gehört auch Waltraud „Silikon Walli“ Krämer, die sich als gute Freundin des Opfers vorstellt. Sie erklärt Tauber, dass sie das Opfer früh morgens tot im Bett gefunden hätte. Sie hätte den Fred verständigt, dann hätten sie die „Lo“ in den Park gebracht. Während Tauber und Obermaier recherchieren, wer einen Grund gehabt haben könnte, das Erotik-Model zu ermorden, stellt sich heraus, dass sie selber eine Überdosis Medikamente genommen hatte, da sie aufgrund der abnormen Brustvergrößerung nur noch mit Schmerzen leben musste.
Nachdem „Silikon Walli“ nun das einzige Busenwunder ist, das Alfred Fink noch hat, will er, dass sie sich ihre Brüste noch weiter aufoperieren lässt. Walli lehnt jedoch ab und wendet sich hilfesuchend an Tauber, der ihr durch seine Behinderung ähnlich und sympathisch ist. Sie will lieber singen, als ewig nur der Öffentlichkeit ihre Oberweite zu präsentieren. Doch sie lässt sich von ihrem Manager mit Geschenken und geheuchelten Liebesbezeugungen einwickeln und sagt der erneuten Brustvergrößerung zu. Obwohl der Schönheitschirurg Dr. Mirko Storkic davon abrät, weil die Anatomie der Patientin nicht dafür gemacht ist, lässt sie die OP über sich ergehen. In der Folge leidet auch sie nur noch an Schmerzen und bricht sogar vor laufender Kamera zusammen, sodass ihr in einer Not-OP die Implantate wieder entfernt werden müssen.
Tauber versucht vergeblich Manager Alfred Fink für den Tod von „Lo“ und das Leiden von „Silikon Walli“ verantwortlich zu machen. Es gelingt ihm lediglich den Schönheitschirurgen wegen der Verabreichung illegaler Betäubungsmittel zu belangen. Dieser erhängt sich daraufhin.

## Hintergrund
Der Film wurde im Jahr 2001 in München gedreht. Für die Rolle der „Silikon Walli“ wurde Nadeshda Brennicke jeden Drehtag drei Stunden von einem Special-Effect-Maskenbildner bearbeitet, um aus der zierlichen Schauspielerin „eine mehr als vollbusige Silikon-Blondine mit scheinbar ebenso unnatürlich aufgeblasenen, roten Lippen zu formen.“

## Rezeption

### Kritik
Rainer Tittelbach von tittelbach.tv urteilt: „In ‚Silikon Walli‘ geht es um die Einsamkeit zweier versehrter Menschen. Was der einarmige Tauber zu wenig hat, hat die Silikonbombe Walli zuviel. Um die schmerzhaften Auswirkungen jener Schönheitsoperationen zu zeigen, ging der BR ungewöhnlich weit. Das hätte 2002 beinahe den Sendetermin um 20.15 Uhr verhindert. Dann entschloss man sich, den TV-Krimi neu zu schneiden und einige drastische Sex- und Gewaltszenen herauszunehmen.“
Auch die Berliner Zeitung äußert sich anerkennend und schreibt: „Wer hätte gedacht, dass der Figur des einarmigen Zynikers so viel Zartheit abzugewinnen ist? Nadeshda Brennicke als Walli hält kongenial die Balance zwischen grotesker Künstlichkeit und wirklicher Verzweiflung. Michaela May als Taubers Kollegin Obermaier hält sich diesmal klug zurück, um dem Paar Selge/Brennicke Spielraum zu gewähren.“
Die Kritiker der Fernsehzeitschrift TV Spielfilm vergaben die beste Wertung (Daumen nach oben) und meinen, es sei eine „Gallige Abrechnung mit Oberweiten, Schönheitswahn und Sensationslust.“ Zudem eine „Gesellschaftssatire mit deftig-bösen Dialogen“.

„Weil der Film (Buch: Wolfgang Limmer, Regie: Manfred Stelzer) auf allen Voyeurismus verzichtet, entsteht Zeit für zarte Episoden, wozu die aufkeimende Liebe zwischen dem verkrüppelten Kommissar und dem gequälten Busenwunder gehört.“

### Auszeichnung
Nadeshda Brennicke wurde in der Kategorie Beste Schauspielerin Nebenrolle für den Deutschen Fernsehpreis 2002 nominiert.